# 1585 Union
Az 1585 Union (ideiglenes jelöléssel 1947 RG) a Naprendszer kisbolygóövében található aszteroida. Ernest Leonard Johnson fedezte fel 1947. szeptember 7-én, Johannesburgban.